# Curt Hesse (Unternehmer)
Curt Hesse (* 21. Mai 1898 in Berlin; † 23. Dezember 1969 in Heidelberg) war ein deutscher Unternehmer und Präsident der Industrie- und Handelskammer Darmstadt.

## Leben
Nach einem Studium an der Technischen Hochschule Darmstadt war Curt Hesse in Darmstadt als Diplomingenieur tätig, als er 1931 technischer Leiter der Hessenwerke Elektrotechnische und Maschinenfabrik GmbH, Darmstadt wurde und nach dem Tod seines Vaters, dem das Unternehmen gehörte, die Geschäftsführung übernahm.
Nach dem Krieg beteiligte er sich an der Gründung des Verbandes der hessischen Elektroindustrie und wurde 1949 dessen Vorsitzender.
Von 1949 bis 1953 war er Präsident der Industrie- und Handelskammer Darmstadt.

### Öffentliche Ämter
- Seit 1949 Vorstandsmitglied des Zentralverbandes der Elektroindustrie

### Ehrungen und Auszeichnungen
- 1959 Großes Verdienstkreuz des Verdienstordens der Bundesrepublik Deutschland